# Ленино (Духовщинский район)
Ленино — деревня в Духовщинском районе Смоленской области России. Входит в состав Добринского сельского поселения. Население — 5 жителей (2007 год).
Расположена в северной части области в 48 км к северу от Духовщины, в 5 км севернее автодороги Р136 Смоленск — Нелидово. В 52 км восточнее деревни расположена железнодорожная станция Никитинка на линии Дурово — Владимирский Тупик.

## История
В годы Великой Отечественной войны деревня была оккупирована гитлеровскими войсками в июле 1941 года, освобождена в сентябре 1943 года.